# Žlebina
Žlebina is een plaats in de gemeente Gradina in de Kroatische provincie Virovitica-Podravina. De plaats telt 374 inwoners (2001).
In 1910 was 89% van de dorpsbevolking Hongaars, in de loop van de afgelopen eeuw verdween het Hongaarse karakter, na de laatste oorlogen in de jaren '90 werd de plek van de Hongaren ingenomen door gevluchte Kroaten uit Syrmië.